# Dystrykt Stołeczny (Wenezuela)
Dystrykt Stołeczny (hiszp. Distrito Capital) – jest dystryktem federalnym w Wenezueli. Ma powierzchnię 433 km² i w 2011 r. zamieszkiwało go 1 943 901 mieszkańców. Znajduje się w nim tylko jedna jednostka administracyjna Municipio Bolivariano Libertador, która obejmuje około połowy Caracas i jest jedną z pięciu jednostek administracyjnych w tym mieście (pozostałe należą do stanu Miranda). Razem ze stanami Miranda i Vargas tworzy Region Stołeczny. W Dystrykcie Stołecznym swoje główne siedziby mają przedstawiciele władz: ustawodawczej, wykonawczej i sądowniczej Wenezueli.
Na terenie dystryktu znajdują się części Parku Narodowego Waraira Repano i Parku Narodowego Macarao.

## Władze
Do reformy konstytucyjnej z 1999 r. Dystrykt Stołeczny był zarządzany przez lokalny rząd z gubernatorem na czele. Po tej reformie i utworzeniu Dystryktu Metropolitalnego Caracas, który objął poza obszarem Dystryktu Stołecznego także cztery inne municipios tworzące miasto Caracas.
13 kwietnia 2009 r. Zgromadzenie Narodowe przyjęło przepisy ustanawiające stanowisko Jefe de Gioberno del Distrito Capital, który jest nominowany przez prezydenta Wenezueli. Pierwszą osobą mianowaną na to stanowisko przez ówczesnego prezydenta Wenezueli Hugo Cháveza była Jacqueline Faría. Obecnie stanowisko to zajmuje mianowana przez prezydenta Nicolása Maduro Carolina Cestari z PSUV.

## Gminy i ich siedziby
Bolivariano Libertador (Caracas)